# Wildest Dreams
"Wildest Dreams" là một bài hát của nữ ca sĩ kiêm nhạc sĩ sáng tác bài hát người Mỹ Taylor Swift, đồng thời là đĩa đơn thứ năm nằm trong album phòng thu thứ năm 1989 (2014) của cô. Swift đã sáng tác bài hát này cùng với các nhà sản xuất Max Martin và Shellback. "Wildest Dreams" là một bản ballad atmospheric được phối khí bằng các nhạc cụ gõ trống lập trình, đàn tổng hợp synthesizer và nhạc cụ kéo dây live mô phỏng theo phong cách đàn Mellotron. Những nhịp điệu bên trong ca khúc là từng tiếng nhịp tim của Swift. Các cây viết phê bình đã xếp "Wildest Dreams" thuộc thể loại synth-pop, dream pop và electropop. Ca từ của nhạc phẩm kể về Swift có nguyện vọng với chàng trai người yêu rằng anh chàng ấy hãy luôn ghi nhớ về cô kể cả khi chuyện tình giữa hai người họ đi đến hồi kết. Hãng thu âm Big Machine đã tác hợp cùng với hãng Republic Records cho phát hành "Wildest Dreams" lên đài phát thanh vào ngày 31 tháng 8 năm 2015.
Sau khi bài hát được phát hành, các nhà phê bình cảm nhận được vẻ quyến rũ bên trong phần sản xuất và thanh giọng của Swift, còn những người khác thì nhận thấy bài hát có nét tương đồng khi so sánh với chất nhạc của Lana Del Rey. Qua thời gian, nhiều ngòi bút đánh giá khi nhìn lại đã khen ngợi "Wildest Dreams" là một trong những bản ca đáng khắc ghi trong lòng nhất của Swift. Đĩa đơn đã vươn lên top 5 tại các bảng xếp hạng Úc, Canada, Ba Lan và Nam Phi. Ca khúc được chứng nhận đĩa 9× Bạch kim tại Úc, đĩa Bạch kim ở Canada, Bồ Đào Nha và Anh Quốc. Tại Hoa Kỳ, "Wildest Dreams" đạt vị trí cao nhất ở thứ năm và trở thành đĩa đơn top 10 thứ năm liên tiếp của 1989 trên bảng xếp hạng Billboard Hot 100. Ca khúc còn leo lên ngôi quán quân tại ba bảng xếp hạng phát thanh Billboard. Hiệp hội Công nghiệp Ghi âm Hoa Kỳ đã chứng nhận cho "Wildest Dreams" đĩa 4× Bạch kim.
Joseph Kahn phụ trách đạo diễn video âm nhạc của "Wildest Dreams". Bối cảnh được đặt ở châu Phi vào những năm 1950, trong đó Swift vào vai một nữ diễn viên Hollywood kinh điển rơi vào mối tình với người bạn diễn của mình, nhưng rồi cuộc yêu ấy đã chấm dứt sau khi dự án quay phim của họ đóng máy. Nhiều nhà xuất bản truyền thông đã tán dương khâu sản xuất đậm nét điện ảnh nhưng họ lại chỉ trích vì video biểu dương chủ nghĩa thực dân người da trắng, và chính đạo diễn Kahn đã đứng ra phản bác lời gièm pha đó. Swift đã đưa "Wildest Dreams" vào danh sách ca khúc trong hai chuyến lưu diễn toàn thế giới của cô, The 1989 World Tour (2015) và The Eras Tour (2023–2024). Sau cuộc tranh chấp quyền sở hữu tác phẩm của Swift vào năm 2019 cùng với việc "Wildest Dreams" được nhiều người lan truyền trên mạng xã hội TikTok vào năm 2021, Swift phát hành bản tái thu âm của nhạc phẩm với tựa đề "Wildest Dreams (Taylor's Version)".

## Bối cảnh và sản xuất
Trước kia, Taylor Swift được cho là một nhạc sĩ đồng quê cho đến khi cô phát hành album phòng thu thứ tư, Red, vào ngày 22 tháng 10 năm 2012. Nữ nhạc sĩ đã hòa trộn thêm thể loại pop chiết trung với rock trong Red, làm cho nhạc phẩm trở nên khác lạ so với phong cách đồng quê trong các album trước đây của cô. Vì lẽ đó, nhiều nhà phê bình phải đặt dấu chấm hỏi về bản sắc âm nhạc đồng quê của Swift. Swift bắt đầu sáng tác các bài hát cho album phòng thu thứ năm vào giữa năm 2013 trong lúc vẫn còn đang thực hiện chuyến lưu diễn The Red Tour, bằng cách khơi gợi cảm hứng từ thể loại synth-pop đến từ thập niên 1980. Năm 2014, album phòng thu thứ năm 1989 của Swift lên kệ, trở thành "album mang tư liệu pop chính thức đầu tiên" theo lời tuyên bố của nữ ca sĩ cũng như album được đặt tên theo năm sinh của cô. Thông qua 1989, Swift đã cùng với các nhà sản xuất tận dụng mạnh mẽ các nhạc cụ gõ trống lập trình, đàn tổng hợp synthesizer và phong cách điện tử và dance, khiến cho album này tương phản hoàn toàn so với phong cách biên khúc acoustic đến từ các album đồng quê trước kia của nữ ca sĩ.
Swift và Max Martin trở thành giám đốc sản xuất của 1989. Ở phần ghi công trong Digital Booklet của 1989 (Deluxe Edition) cho biết, Martin và người hợp tác thường xuyên Shellback của ông sản xuất 9 bài hát trên tổng số 16 bài hát, gồm cả "Wildest Dreams". Swift sáng tác "Wildest Dreams" cùng với Martin và Shellback, còn hai nhà sản xuất thì phụ trách sản xuất và lập trình âm thanh cho bài hát cũng như đánh phím điện tử. Martin tham gia vào gõ piano, và Shellback biểu diễn guitar điện cùng với nhạc cụ gõ. Mattias Bylund tiến hành công đoạn sản xuất "Wildest Dreams" sau khi Martin phát bản nhạc cho anh. Bylund đảm đương công việc thu âm phần trình diễn và biên khúc phần kéo dây, rồi sau đó chỉnh sửa bản ghi trong phòng thu tại nhà riêng của anh bên Tuve, Thụy Điển. Michael Ilbert và Sam Holland, cùng sự hỗ trợ của Cory Bice, đã ghi âm ca khúc tại MXM Studios ở Stockholm và Conway Recording Studios ở Los Angeles. Serban Ghenea trộn âm "Wildest Dreams" tại MixStar Studios bên Virginia Beach, còn Tom Coyne thì được giao nhiệm vụ hoàn chỉnh âm thanh tại Sterling Sound bên thành phố New York.

## Nhạc và lời
"Wildest Dreams" là một nhạc phẩm power ballad. Các nhà phê bình đã phân thể loại cho bài hát là synth-pop, dream pop và electropop, với yếu tố phụ là chillwave. Về phổ nhạc, "Wildest Dreams" được sáng tác trên cung độ La giáng trưởng, với tiết tấu vừa phải cùng số nhịp trung bình là 69 nhịp mỗi phút. Swift đã ghi chú và sử dụng âm thanh nhịp tim của chính mình để tạo tiết tấu cho bài hát. Phần khí nhạc là sự kết hợp giữa các nhạc cụ gõ trống lập trình, đàn tổng hợp synthesizer sôi động và bộ dây staccato được tái tạo cùng với âm đàn Mellotron. Từ phần giang tấu đến phần phân khúc đầu tiên của "Wildest Dreams" là chuỗi tiến trình hợp âm lặp lại D♭–E♭(add4). Trong phần điệp khúc, nhạc sĩ Mattias Bylund cho rằng giai điệu xuất phát từ nhạc cụ bộ dây live nghe giống như "các hợp âm nhịp điệu mang phong cách của Coldplay". Swift đã tận dụng kỹ thuật lấy giọng nhiều hơi để thể hiện "Wildest Dreams", với khoảng âm vực của cô trải dài từ nốt trầm nhất là E♭3 cho đến nốt cao nhất là E♭5. Cây viết Jon Caramanica đến từ báo The New York Times cho biết, nữ ca sĩ đã hát bằng tông giọng "thờ thẫn" ở các phân khúc rồi sau đó "nâng tông lên hơn quãng tám" ở phần bridge chuyển tiếp. Người viết tạp chí Jem Aswad cho Billboard phát biểu rằng Swift đã "[uyển chuyển thay đổi] giữa giọng soprano e ấp dao động và giọng alto gây chấn động lòng người". Mặc dù việc Swift đưa âm đàn tổng hợp và bộ gõ trống vào trong "Wildest Dreams" đã gây ra sự đối nghịch với âm nhạc trước đó của cô, nhưng nhà âm nhạc học James E. Perone vẫn đưa ra nhận định rằng phần sáng tác của bài hát vẫn còn giữ lại các yếu tố xuất phát từ các bản nhạc đồng quê trước đây. Chẳng hạn như, Swift vẫn còn "tận dụng nặng nề" âm giai ngũ cung trong phần giai điệu và quá trình biến chuyển giữa hợp âm trưởng thứ ở phần điệp khúc.
Về phần lời, bài hát kể về nhân vật của Swift có nguyện vọng với chàng trai người yêu rằng anh chàng ấy hãy luôn ghi nhớ về cô kể cả khi chuyện tình giữa hai người họ đi đến hồi kết, tuy nhiên cô gái ấy vẫn còn yêu chàng trai đó. Thông điệp bí mật của ca khúc sau khi giải mã trong phần ghi chú album 1989 là, "He only saw her in his dreams." Phần phân khúc đầu tiên diễn tả tâm trạng dục vọng thèm khát: "He's so tall, and handsome as hell/ He's so bad, but he does it so well/ I can see the end as it begins." Swift tiếp đến thể hiện vai diễn của một người phụ nữ mang bờ môi đỏ mọng và thổ lộ khao khát được sống mãi trong ký ức của người tình qua từng lời, "Say you remember me/ Standing in a nice dress, staring at the sunset, babe". Sau đó, cô cảnh báo với người tình rằng cô sẽ ám ảnh anh: "Say you'll see me again even if it's just in your wildest dreams." Đoạn bridge của bài hát bắt đầu đi theo double time và cho thấy nhân vật của Swift khẳng định, "You see me in hindsight/ Tangled up with you all night/ Burnin' it down." Nhiều nhà phê bình đã diễn tả những thanh âm trong "Wildest Dreams" là quyến rũ, gợi cảm và kịch tính. Họ so sánh quá trình sản xuất và chủ đề mối tình lãng mạn tàn lụi với phong cách âm nhạc của ca sĩ kiêm nhạc sĩ sáng tác bài hát Lana Del Rey. Cây bút Alexis Petridis đến từ báo The Guardian cảm nhận rằng, bài hát đã dứt bỏ hoàn toàn "hiện thân người con gái thương tâm đang sụt sùi trước người bạn trai tồi" trước đó của Swift và thay vào đó, nữ ca-nhạc sĩ đã khiến cho gã đàn ông ấy trở thành nạn nhân của cô trong chuyện tình. Forrest Wickman của tạp chí Slate đã liên tưởng cá tính của Swift là "kiểu như [...] nữ thần quyến rũ nguy hiểm (femme fatale)", còn Robert Leedham viết cho Drowned in Sound thì bảo rằng, lời ca đã lột tả nét kiêu hãnh và tự tin của nữ ca sĩ để "[bước sang] những điều tốt đẹp hơn", trái ngược với tâm lý nạn nhân trong các bài hát trước đây của cô.

## Phát hành và diễn biến thương mại
Sau khi hãng đĩa Big Machine Records phát hành 1989 vào ngày 27 tháng 10 năm 2014, "Wildest Dreams" trở thành ca khúc thứ chín trong danh sách bài hát của album. Bài hát mở màn trên bảng xếp hạng Billboard Hot 100 ở vị trí thứ 76 vào tháng 11 năm 2014. Ngày 5 tháng 8 năm 2015, Swift tiết lộ trên mạng xã hội Twitter rằng cô sẽ phát hành "Wildest Dreams" làm đĩa đơn thứ năm cho 1989, sau chuỗi đĩa đơn top 10 Hot 100 "Shake It Off", "Blank Space", "Style" và "Bad Blood". Tại Hoa Kỳ, Big Machine tác hợp cùng với hãng Republic Records cho phát hành "Wildest Dreams" lên đài phát thanh hot adult contemporary vào ngày 31 tháng 8 và hit đương đại vào ngày 1 tháng 9 năm 2015. Sau đó, Big Machine ra mắt bản phối lại R3hab của bài hát ở định dạng tải kỹ thuật số trên iTunes Store vào ngày 15 tháng 10 và Universal Music phát hành phiên bản gốc cho đài phát thanh nước Ý vào ngày 30 tháng 10.
Tại bảng xếp hạng Billboard Hot 100, "Wildest Dreams" quay trở lại ở vị trí thứ 15 trong tuần lễ ngày 19 tháng 9 năm 2015 sau khi được phát hành làm đĩa đơn. Ca khúc vươn lên vị trí thứ 10 vào ngày 10 tháng 10 năm 2015, và trở thành đĩa đơn top 10 thứ năm liên tiếp của 1989. Ở số phát hành tạp chí Billboard ngày 7 tháng 11 năm 2015, "Wildest Dreams" dừng chân ở vị trí cao nhất là hạng 5 trên Hot 100, đồng thời trở thành đĩa đơn quán quân thứ năm liên tiếp của 1989 trên hai bảng xếp hạng phát thanh của Billboard là Pop Songs và Adult Pop Songs. Khi đó, 1989 đồng hạng với Teenage Dream của Katy Perry (2010) trở thành hai album có số lượng bài hát số một trên Adult Pop Songs nhiều nhất. Bên bảng xếp hạng phát thanh Dance/Mix Show Airplay của Billboard, bản remix của R3hab đã đưa "Wildest Dreams" trở thành bài hát quán quân đầu tiên của Swift ở bảng xếp hạng này và mang về thành tựu cho nữ ca sĩ là nữ nghệ sĩ đầu tiên có năm bài hát top 10 trong vòng một năm. Hiệp hội Công nghiệp Ghi âm Hoa Kỳ (RIAA) đã chứng nhận đĩa 4× Bạch kim và tổng doanh số kỹ thuật số đạt hai triệu bản tại Hoa Kỳ (tính đến tháng 11 năm 2017) cho "Wildest Dreams".
"Wildest Dreams" leo lên top 10 ở nhiều bảng xếp hạng đĩa đơn trên thế giới. Chẳng hạn như Canada (4), Nam Phi (5), Venezuela (6), Iceland (8), New Zealand (8), Slovakia (8) và Scotland (9). Đĩa đơn được chứng nhận đĩa Bạch kim đơn tại Canada, Bồ Đào Nha, và Anh Quốc. Bản nhạc còn được chứng nhận đĩa 3× Bạch kim ở New Zealand, đĩa Bạch kim ở Đan Mạch, đĩa Vàng ở Đức, đĩa Bạch kim ở Ý và đĩa Vàng ở Na Uy. Phía bên nước Úc, "Wildest Dreams" đạt thứ hạng cao nhất là hạng ba trên bảng xếp hạng đĩa đơn và được Hiệp hội Công nghiệp ghi âm Úc (ARIA) chứng nhận đĩa 9× Bạch kim.

## Đánh giá chuyên môn
"Wildest Dreams" nhận được nhiều bài đánh giá trái chiều từ các nhà phê bình sau khi ra mắt. Cây bút Petridis cảm thấy "cực kỳ phấn khởi" trước việc Swift đã đưa góc nhìn mới vào trong quá trình sáng tác bài hát của nữ ca sĩ. Caramanica bảo rằng "Wildest Dreams" là ca khúc mà Swift "thay đổi tông giọng nhiều nhất" trong album 1989 và điều đó cho thấy cô đã thể hiện cảm xúc bản thân bằng nhiều phương diện mới trong âm nhạc. Nhà báo Ed Masley đến từ The Arizona Republic đã nhận định bài hát "gây ám ảnh" và giọng ca của Swift nghe thật "gợi cảm". Sam Lansky của tạp chí Time đã diễn tả cả quá trình sản xuất "Wildest Dreams" là "tươi tắn" và đậm nét "huy hoàng của điện ảnh". Ngòi bút Paul Nolan bên phía Hot Press đã chọn ca khúc này là bản nhạc xuất sắc nhất của album nhờ vào sự phối hợp giữa yếu tố phụ chillwave với "các đoạn điệp khúc gây chấn động và dễ hát theo". "Wildest Dreams" đã giúp Swift mang về giải thưởng Nhạc sĩ sáng tác bài hát của năm tại giải BMI Pop năm 2016 và được công nhận tại giải ASCAP năm 2017.
Tuy nhiên, những bài đánh giá khác đã lên tiếng cho rằng, "Wildest Dreams" đã chịu ảnh hưởng trước âm nhạc của Lana Del Rey đến mức làm tính chân thực của Swift biến mất trong bài hát. Aswad bảo rằng "để mà nói bài hát mang tính thần phục hay nhại lại hài hước thì thật khó". Còn Wickman lẫn Mikael Wood bên Los Angeles Times thì chê bai rằng, quá trình sáng tác nhạc của Swift giờ đây đã mất đi cái chất đặc biệt vốn có của nó. Cả Shane Kimberline đến từ MusicOMH lẫn cây viết Lindsay Zoladz bên trang Vulture đều phê bình "Wildest Dreams" là một trong những bài yếu ớt nhất trong album và phát biểu vấn đề rằng, thanh nhạc cùng ca từ của Swift đều nghe tựa như phong cách âm nhạc của Del Rey. Annie Galvin của Slant Magazine nhận định, tuy rằng giọng hát của Swift  đã làm bật lên lời ca tự sự nhưng bài hát lại "nhái theo [Del Rey] đầy sai lầm" với cốt truyện dễ đoán. Trong bài viết bên The Atlantic, Kevin O'Keeffe phản pháo rằng việc so sánh "Wildest Dreams" với Del Rey là gây ra "bất bình đẳng". Emma Green thì ca ngợi lời bài hát mang tính cốt truyện, cô khẳng định rằng ca từ "không hề tỏ ra nao núng, có thể gây ám ảnh, mang hoài niệm tha thiết và niềm ước đoán" và khác biệt với phong cách "hoài cổ điêu nghệ và cool girl" của Del Rey.
Sau này, Rob Sheffield của Rolling Stone viết trên báo vào năm 2019 rằng "Wildest Dreams" mang âm thanh "càng ngày càng mạnh mẽ hơn qua nhiều năm tháng". Nhà phê bình Hannah Mylrae bên NME khen đĩa nhạc là "vẻ đẹp", còn Nate Jones bên Vulture thì công nhận "Wildest Dreams" là một trong 10 bài hát hay nhất và đặc biệt tán tương "đoạn bridge double-time tràn đầy sinh lực". Billboard đã xếp đoạn bridge của ca khúc ở vị trí thứ 66 trong danh sách 100 đoạn bridge vĩ đại nhất thế kỷ 21 của tạp chí. Alex Hudson và Megan LaPierre của Exclaim! liệt "Wildest Dreams" vào danh sách 20 bài hát của Swift hay nhất của họ, và khẳng định nữ ca sĩ đã "hoàn toàn thâu tóm" được phong cách giống của Del Rey. Jane Song bên phía Paste khen ngợi phần sản xuất của "Wildest Dreams" mang nét "dark pop đậm chất Lana Del Rey" và phát biểu rằng lời nhạc nói về ký ức khiến cho ca khúc "có sức níu giữ hơn bạn mong đợi". Petridis đã xếp đĩa đơn ở hàng thứ 18 trên 44 đĩa đơn mà Swift đã phát hành tính đến tháng 4 năm 2019. Anh bảo rằng, "Wildest Dreams" đã khắc họa lối viết nhạc lấy cảm hứng từ Del Rey bằng "bước ngoặt thông minh và đem đến sự hài lòng".

## Video âm nhạc

### Phát triển và nội dung

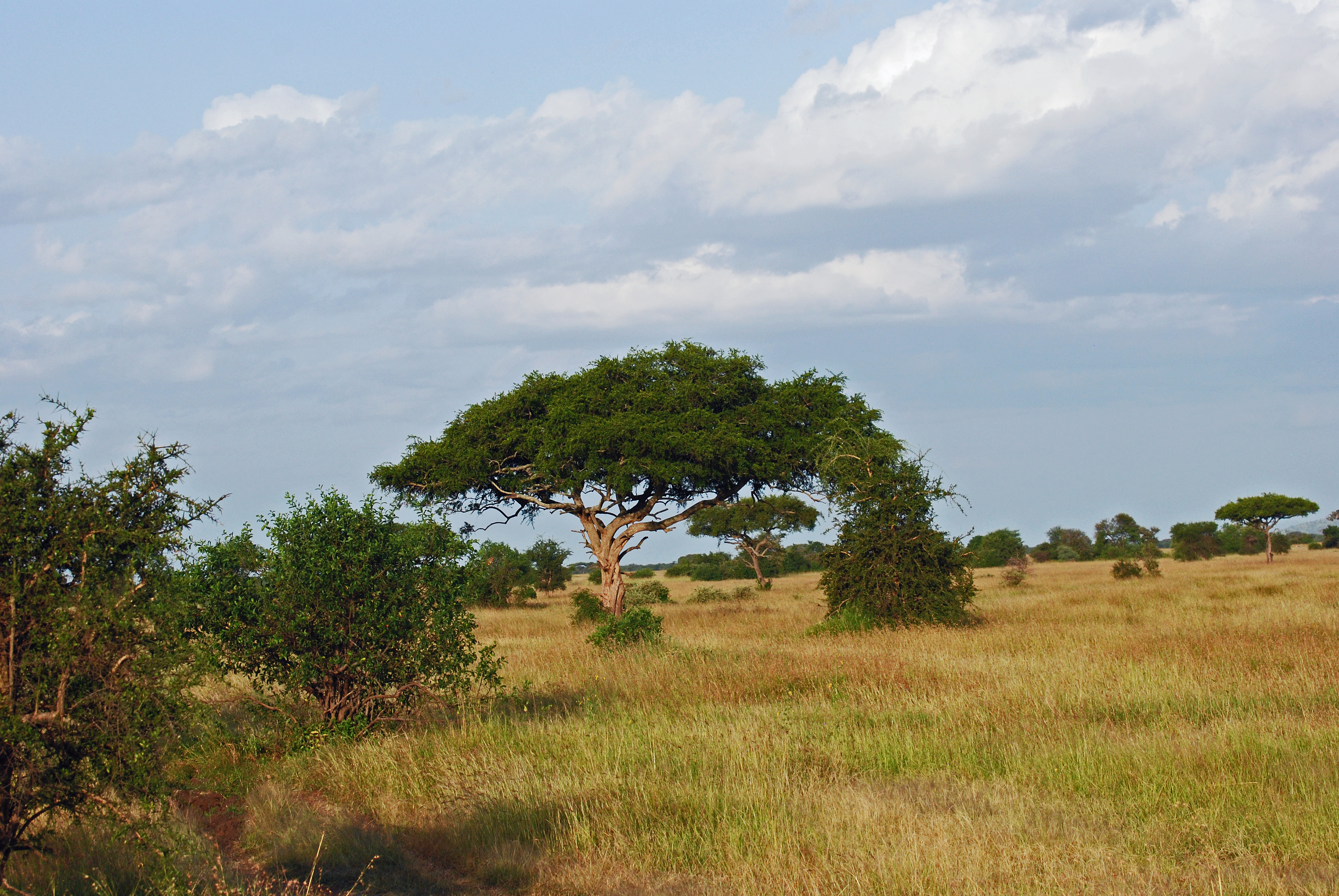
Phong cảnh hoang dã tại Serengeti, một trong những nơi thực hiện video âm nhạc cho "Wildest Dreams".

Joseph Kahn phụ trách đạo diễn video âm nhạc cho "Wildest Dreams" và đây là lần thứ ba anh thực hiện công việc đạo diễn video âm nhạc cho đĩa đơn album 1989, sau "Blank Space" và "Bad Blood". Quá trình quay phim chủ yếu diễn ra tại Botswana và Nam Phi. Swift đã lấy cảm hứng từ quyển hồi ký The Secret Conversations (2013) của nữ diễn viên Ava Gardner nhằm lên ý tưởng chủ đề cho video là về cuộc ngoại tình giữa hai diễn viên tại một nơi hoang vu bên châu Phi, bởi vì họ chỉ có thể tương tác qua lại với nhau khi ấy mà không cần dùng bất cứ loại hình giao tiếp nào khác. Còn đạo diễn Kahn thì lấy ý tưởng tình yêu lãng mạn tại châu Phi thông qua các bộ phim như The African Queen (1951), Out of Africa (1985) và The English Patient (1996).
Về nội dung, video âm nhạc tập trung vào cuộc ngoại tình giữa nữ diễn viên đóng phim Hollywood kinh điển (Swift) và người bạn diễn nam giới của cô (Scott Eastwood), lấy bối cảnh tại châu Phi vào thập niên 1950. Kahn đã so sánh cuộc ngoại tình này giống như câu chuyện giữa Elizabeth Taylor và Richard Burton. Cặp đôi phát sinh quan hệ tình cảm ngoài màn ảnh. Trong video còn quay nhiều cảnh hoang dã hùng vĩ bát ngát, bao gồm nhiều loài muôn thú như hươu cao cổ, ngựa vằn, voi và sư tử tại một vùng đất đồng cỏ xa-van rộng lớn. Cuộc tình dan díu trở nên căng thẳng sau khi hai người cãi nhau tại trường quay. Đến khúc mối tình chấm dứt, cả hai quay phim trước phông nền xa-van tại một trường quay bên California. Tại buổi công chiếu bộ phim, nhân vật của Swift phát hiện người bạn diễn của cô hôn người phụ nữ khác. Trong lúc đang chiếu phim, nữ diễn viên chính rời khỏi rạp và leo lên chiếc limousine đang đợi cô. Bạn diễn nam khi đó đuổi theo cô đến giữa đường và đành nhìn nhân vật của Swift rời đi trong cảm giác muộn màng.

### Phát hành và đón nhận
Video âm nhạc của "Wildest Dreams" được công chiếu trên truyền hình ở phần pre-show giải Video âm nhạc của MTV năm 2015 vào ngày 31 tháng 8. Swift đã quyên góp toàn bộ kinh phí thu được từ video cho quỹ African Parks tại Hoa Kỳ nhằm ủng hộ việc bảo tồn động vật hoang dã. Cây viết Brittany Spanos đến từ tạp chí Rolling Stone bình luận rằng Swift và Eastwood đã tập trung khai thác "vẻ quyến rũ cổ điển của Hollywood", còn Natalie Weiner của tạp chí Billboard thì dự đoán rằng Elizabeth Taylor chính là cảm hứng thời trang của Swift trong video. ABC News diễn tả video là mạnh mẽ về thị giác, Wickman thì nhận thấy quá trình sản xuất mang nhiều màu sắc điện ảnh và lối kể chuyện bên trong lại "hấp dẫn còn nhiều hơn" cả video âm nhạc của "Style". Mike Wass bên Idolator phát biểu rằng mặc dù Swift và Eastwood không có "phản ứng hóa học" mạnh mẽ cho lắm nhưng nhờ cảnh quay châu Phi và lối tự sự của video mà "tất cả mọi thứ đều ăn khớp với nhau khá độc đáo". Video của "Wildest Dreams" đã mang về cho Swift một đề cử ở hạng mục Video mới hay nhất tại giải thưởng Âm nhạc MTV Ý năm 2016.
Rất nhiều trang blog và ấn phẩm trực tuyến đã chỉ trích video "Wildest Dreams" cổ xúy "chủ nghĩa thực dân người da trắng" vì tuyển người da trắng để đóng phim ở châu Phi. Các cây viết phê bình cho rằng đoạn phim ngắn đã tái hiện cảnh hồi tưởng theo phong cách lãng mạn hóa dành cho thuộc địa châu Phi do người da trắng cầm quyền và ngó lơ công cuộc đấu tranh của các dân tộc châu Phi trong thời kỳ châu Âu cắt chiếm hầu hết châu Phi làm thuộc địa. Giáo sư nghiên cứu châu Phi Matthew Carotenuto đã viết rằng cốt truyện video âm nhạc cho thấy "những người đàn ông đội mũ bảo hiểm và mặc đồ kaki hệt như những anh hùng văn minh, còn những người phụ nữ thì theo họ để mà trải nghiệm gian khổ trong túp lều trong lúc mặc nội y". Trong cuốn sách Mistaking Africa, các tác giả lịch sử và khoa học chính trị Curtis Keim và Carolyn Somerville đã ghi rằng "Wildest Dreams" đã củng cố những định kiến gắn liền với châu Phi và "nhận thức sai lầm của nhiều người Mỹ rằng thú săn lớn bao giờ cũng tìm thấy được ở khắp mọi nơi tại châu Phi và tất cả các vùng của châu Phi đều giống hệt nhau". Kahn đã đích thân bảo vệ video và bảo rằng việc có dàn diễn viên người da đen sẽ làm sai lệch lịch sử khi lấy bối cảnh những năm 1950 tại châu Phi. Cây bút Lauretta Charlton viết cho Vulture cảm thấy vấn đề này đã bị thổi phồng quá mức. Cô thừa nhận rằng tuy bối cảnh châu Phi của video có vấn đề thật, nhưng dù sao đó là "chuyện dĩ vãng" và nhà báo đã khuyên khán giả nên tập trung vào "chủ nghĩa thực dân châu Phi thời hiện đại" đang đáng được quan tâm khẩn cấp hơn.
Một số nhà báo và người trong giới hàn lâm đã phân tích mổ xẻ video trong bối cảnh Swift nổi tiếng và cách thức nhận định về bối cảnh phim Hollywood kinh điển đặt tại châu Phi. Carotenuto bảo rằng chính vì Swift là một phần của "thế hệ Vua sư tử" nên đã dẫn đến việc cô nghĩ rằng châu Phi "không khác gì một tấm thảm thực vật và động vật phong phú, còn những người châu Phi thì thực sự mờ nhạt" trong cách nghĩ đó. Suy nghĩ này cũng được bắt gặp nhiều trong phim Hollywood và văn hóa Mỹ đại chúng. Spencer Kornhaber của The Atlantic phát biểu rằng thế hệ của Swift cũng là lúc "một số biểu tượng nhất định của da trắng thượng đẳng [...] đã được tôn lên tầm cao". Theo Kornhaber, video âm nhạc "Wildest Dreams" đã phù hợp với tầm nhìn nghệ thuật của Swift trong việc thể hiện "cảm giác hoài cổ mãnh liệt nhưng đâu đó còn mơ hồ, ít được xác định theo khoảng thời gian hơn là bởi những ảnh hưởng nhất định vô tình gắn chặt với một màu da nhất định". Các nhà báo Kornhaber và Tshepo Mokoena bên The Guardian tranh cãi lại rằng những lời chỉ trích hoàn toàn không có ý khẳng định Swift là người phân biệt chủng tộc. Kornhaber gọi đây là một "bài học" cho Swift rằng "hoài cổ vốn dĩ vẫn có thể mang tính chính trị", còn Mokoena thì cho rằng tuy video "là một bước tiến vụng về nhưng không phải là điều đáng để nổi đóa". Chính những lời gièm pha đã khiến cho danh hiệu "cục cưng nước Mỹ" của Swift bị ảnh hưởng.

## Biểu diễn trực tiếp
Tại The 1989 World Tour (2015), Swift biểu diễn "Wildest Dreams" dưới dạng mashup với "Enchanted" nằm trong Speak Now (2010) của cô. Nữ ca sĩ vừa đánh phím đàn đại dương cầm lung linh vừa cất lời điệp khúc "Enchanted" rồi sau đó đến "Wildest Dreams". Phần trình diễn được hỗ trợ bằng đàn tổng hợp và giọng hát nền. Swift kết lại bản mashup bằng cách đứng dậy khỏi đàn piano, biến bộ váy tuyn lấp lánh màu vàng thành bộ áo bó sát người để chuẩn bị cho tiết mục tiếp theo. Tháng 3 năm 2023, Nora Princiotti bên The Ringer đã khen ngợi đây là màn trình diễn trực tiếp xuất sắc nhất của Swift và "là một bản medley dài năm phút rưỡi hoành tráng trong khi về cơ bản thì lại đơn giản".
"Wildest Dreams" tiếp tục được Swift đưa vào danh sách biểu diễn ở những chặng lưu diễn khác. Ngày 30 tháng 9 năm 2015, nữ ca sĩ đã biểu diễn ca khúc giản dị bằng cây đàn guitar điện tại cuộc triển lãm "Trải nghiệm Taylor Swift" bên Grammy Museum at L.A. Live. Tại chuyến lưu diễn riêng tư cho 100 người hâm mộ ở Đảo Hamilton, Úc, trong chuỗi "Red Room" của Nova, Swift trình diễn "Wildest Dreams" bằng guitar acoustic. Swift tiếp tục đưa bản mashup "Wildest Dreams"/"Enchanted" vào danh sách tiết mục của hai chuyến lưu diễn: tại United States Grand Prix bên Austin vào ngày 22 tháng 10 năm 2016, và tại sự kiện trước Super Bowl mang tên Super Saturday Night vào ngày 4 tháng 2 năm 2017.
Swift đã hai lần trình diễn "Wildest Dreams" ở tiết mục "bài hát bất ngờ" tại chuyến lưu diễn Reputation Stadium Tour trong năm 2018 gồm: chặng Santa Clara, California vào ngày 11 tháng 5, và chặng thứ hai tại Tokyo, Nhật Bản vào ngày 21 tháng 11. Ở chuyến lưu diễn Philadelphia của Reputation Stadium Tour vào ngày 14 tháng 7, nữ ca sĩ đã hát a cappella "Wildest Dreams" sau khi thiết bị sân khấu gặp trục trặc. Ở chuyến lưu diễn The Eras Tour (2023–2024) (chuyến lưu diễn mà Swift muốn tri ân cho tất cả các album), cô đã trình diễn ca khúc ở màn 1989 với màn hình chiếu phía sau là cảnh cặp đôi chung giường.

## Phiên bản hát lại của Ryan Adams
Nam ca-nhạc sĩ Ryan Adams phát hành album 1989 hát lại từng bài của album gốc vào ngày 21 tháng 9 năm 2015. Adams cho rằng 1989 của Swift đã giúp đỡ anh vượt qua những khó khăn về cảm xúc, và anh muốn hát những bài hát dưới góc nhìn của anh "tựa như Nebraska của Bruce Springsteen". Trước khi album ra mắt, Adams tung ra bản xem trước trực tuyến phần hát lại "Wildest Dreams" của anh vào tháng 8. Nam ca sĩ đã chỉnh đại từ danh xưng ở một số chỗ, và lời bài hát "Standing in a nice dress" trở thành "Standing in your nice dress". Bản của Adams kết hợp giữa các thể loại rock đồng quê, alternative đồng quê và jangle pop. Ca khúc sử dụng phần nhạc cụ acoustic đến từ trống live và âm bập bùng của guitar.
Bản "Wildest Dreams" của Adams vươn lên vị trí 40 trên bảng xếp hạng Hot Rock & Alternative Songs của Billboard. Kornharber cho rằng bản hát lại "không thể phủ nhận là đáng yêu", Jeremy Winograd viết cho Slant Magazine đã xem đó là sự kết hợp trang nhã của nhạc rock những năm 1980, còn cây bút Marc Burrows bên Drowned in Sound thì thích bản hát lại của Adams hơn bản gốc của Swift. Sarah Murphy đến từ Exclaim! đã gắn mác cho bản cover là "một thành tích ấn tượng không kém" có thể gây tiếng vang với bất cứ những người hâm mộ Swift nào mà than thở về việc cô rời bỏ nhạc đồng quê. Tuy nhiên trong bài viết bên The Guardian, Michael Cragg không nhìn thấy có sự bổ sung đáng kể nào trong bản cover của Adams, và gọi đây là "một bản nhạc khá thô sơ", còn Rachel Aroesti thì phê bình bản hát lại nghe "lố bịch" và không khớp với bản gốc. Caramanica bảo rằng việc Adams sửa lời "Wildest Dreams" cũng "không đem lại hiệu quả thực sự".

## Đội ngũ sản xuất
Thông tin phần ghi công được lấy từ phần ghi chú của 1989.
- Taylor Swift – giọng hát, sáng tác, âm thanh nhịp tim
- Max Martin – sản xuất, sáng tác, đánh phím, gõ dương cầm, lập trình âm thanh
- Shellback – sản xuất, sáng tác, guitar acoustic, guitar điện, đánh phím, đánh bộ gõ, lập trình âm thanh
- Mattias Bylund – biên khúc bộ dây, thu âm và chỉnh sửa
- Michael Ilbert – thu âm
- Sam Holland – thu âm
- Cory Bice – hỗ trợ thu âm
- Serban Ghenea – trộn âm
- John Hanes – kỹ thuật phối trộn
- Tom Coyne – hoàn chỉnh âm thanh

## Bảng xếp hạng
| Bảng xếp hạng (2015–2016)                 | Vị trí cao nhất |
| ----------------------------------------- | --------------- |
| Úc (ARIA)                                 | 3               |
| Áo (Ö3 Austria Top 40)                    | 21              |
| Bỉ (Ultratop 50 Flanders)                 | 33              |
| Bỉ (Ultratip Wallonia)                    | 24              |
| Canada (Canadian Hot 100)                 | 4               |
| Canada AC (Billboard)                     | 2               |
| Canada CHR/Top 40 (Billboard)             | 1               |
| Canada Hot AC (Billboard)                 | 1               |
| Cộng hòa Séc (Rádio Top 100)              | 25              |
| Phần Lan Airplay (Radiosoittolista)       | 7               |
| Phần Lan Download (Latauslista)           | 15              |
| Pháp (SNEP)                               | 122             |
| Hy Lạp Digital Songs (Billboard)          | 3               |
| Hungary (Single Top 40)                   | 35              |
| Iceland (RÚV)                             | 8               |
| Ireland (IRMA)                            | 39              |
| Lebanon (Lebanese Top 20)                 | 14              |
| Mexico Airplay (Billboard)                | 46              |
| Hà Lan (Dutch Top 40 Tipparade)           | 12              |
| New Zealand (Recorded Music NZ)           | 8               |
| Ba Lan (Polish Airplay Top 100)           | 3               |
| Scotland (OCC)                            | 9               |
| Slovakia (Rádio Top 100)                  | 8               |
| Slovenia (SloTop50)                       | 14              |
| Nam Phi (EMA)                             | 5               |
| Anh Quốc (OCC)                            | 40              |
| Hoa Kỳ Billboard Hot 100                  | 5               |
| Hoa Kỳ Adult Contemporary (Billboard)     | 2               |
| Hoa Kỳ Adult Pop Airplay (Billboard)      | 1               |
| Hoa Kỳ Dance/Mix Show Airplay (Billboard) | 1               |
| Hoa Kỳ Pop Airplay (Billboard)            | 1               |
| Hoa Kỳ Rhythmic (Billboard)               | 25              |
| Venezuela (Record Report)                 | 6               |

| Bảng xếp hạng (2021)                   | Vị trí cao nhất |
| -------------------------------------- | --------------- |
| Cộng hòa Séc (Singles Digitál Top 100) | 28              |
| Đức (GfK)                              | 51              |
| Thế giới Global 200 (Billboard)        | 170             |
| Bồ Đào Nha (AFP)                       | 57              |
| Slovakia (Singles Digitál Top 100)     | 47              |
| Thụy Điển (Sverigetopplistan)          | 53              |
| Thụy Sĩ (Schweizer Hitparade)          | 53              |

| Bảng xếp hạng (2015)                  | Vị trí |
| ------------------------------------- | ------ |
| Úc (ARIA)                             | 41     |
| Canada (Canadian Hot 100)             | 39     |
| Hoa Kỳ Billboard Hot 100              | 57     |
| Hoa Kỳ Adult Contemporary (Billboard) | 27     |
| Hoa Kỳ Adult Top 40 (Billboard)       | 28     |
| Hoa Kỳ Mainstream Top 40 (Billboard)  | 30     |

| Bảng xếp hạng (2016)                  | Vị trí |
| ------------------------------------- | ------ |
| Canada (Canadian Hot 100)             | 70     |
| Hoa Kỳ Billboard Hot 100              | 79     |
| Hoa Kỳ Adult Contemporary (Billboard) | 3      |
| Hoa Kỳ Adult Top 40 (Billboard)       | 28     |

## Chứng nhận
| Quốc gia                                                                                             | Chứng nhận  | Số đơn vị/doanh số chứng nhận |
| --- | ----------- | ----------------------------- |
| Úc (ARIA)                                                                                            | 9× Bạch kim | 630.000‡                      |
| Áo (IFPI Áo)                                                                                         | Bạch kim    | 30.000‡                       |
| Brasil (Pro-Música Brasil)                                                                           | Kim cương   | 250.000‡                      |
| Canada (Music Canada)                                                                                | Bạch kim    | 80.000*                       |
| Đan Mạch (IFPI Đan Mạch)                                                                             | Bạch kim    | 90.000‡                       |
| Đức (BVMI)                                                                                           | Vàng        | 150.000‡                      |
| Ý (FIMI)                                                                                             | Bạch kim    | 100.000‡                      |
| New Zealand (RMNZ)                                                                                   | 3× Bạch kim | 90.000‡                       |
| Na Uy (IFPI)                                                                                         | Vàng        | 30.000‡                       |
| Bồ Đào Nha (AFP)                                                                                     | Bạch kim    | 20.000‡                       |
| Tây Ban Nha (PROMUSICAE)                                                                             | Bạch kim    | 60.000‡                       |
| Anh Quốc (BPI)                                                                                       | 2× Bạch kim | 1.200.000‡                    |
| Hoa Kỳ (RIAA)                                                                                        | 4× Bạch kim | 4.000.000‡                    |
| * Chứng nhận dựa theo doanh số tiêu thụ. ‡ Chứng nhận dựa theo doanh số tiêu thụ và phát trực tuyến. |             |                               |

## Lịch sử phát hành
| Khu vực | Ngày                 | Định dạng                         | Hãng                 | Chú thích |
| ------- | -------------------- | --------------------------------- | -------------------- | --------- |
| Hoa Kỳ  | 31 tháng 8 năm 2015  | Đài phát thanh adult contemporary | Big Machine Republic | [ 38 ]    |
| Hoa Kỳ  | 1 tháng 9 năm 2015   | Đài phát thanh hit đương đại      | Big Machine Republic | [ 39 ]    |
| Nhiều   | 15 tháng 10 năm 2015 | (bản phối lại R3hab)              | Big Machine          | [ 40 ]    |
| Ý       | 30 tháng 10 năm 2015 | Đài phát thanh                    | Universal            | [ 41 ]    |

## "Wildest Dreams (Taylor's Version)"
Năm 2018, Swift rời khỏi Big Machine và ký bản hợp đồng mới với Republic Records. Tuy nhiên, nữ ca-nhạc sĩ đã vướng phải một cuộc tranh chấp quyền sở hữu tác phẩm vào giữa năm 2019 với người quản lý tài năng Scooter Braun, nguyên nhân bắt nguồn từ việc Braun đã mua lại Big Machine Records kèm theo các bản thu hoàn chỉnh những album trước đó của nữ ca sĩ dưới sự phát hành từ phía hãng đĩa cũ. Sau khi cân nhắc lựa chọn thì cuối cùng, Swift quyết định tái thu âm sáu album phòng thu đầu tiên vào tháng 11 năm 2020. Bằng việc tái thu âm, Swift sẽ có toàn bộ quyền sở hữu bản thu mới, cho phép cô tự cấp phép chính mình sử dụng những bản nhạc tái thu âm với mục đích thương mại và hy vọng thay thế được các phiên bản thuộc quyền sở hữu của Big Machine. Swift phân loại các bản tái thu âm bằng hậu tố "Taylor's Version".
Phiên bản tái thu âm của "Wildest Dreams" mang tựa đề "Wildest Dreams (Taylor's Version)". Các mẫu ngắn của ca khúc xuất hiện trong các video trailer của bộ phim hoạt hình Spirit: Chú ngựa bất kham của DreamWorks Animation vào tháng 3 và tháng 5 năm 2021. Ngày 17 tháng 9 năm 2021, Swift phát hành "Wildest Dreams (Taylor's Version)" lên các nền tảng tải kỹ thuật số và phát nhạc trực tuyến sau khi phiên bản gốc trở nên lan truyền trên nền tảng chia sẻ video TikTok, dẫn đến lượt phát trực tuyến tăng mạnh. Về sau, "Wildest Dreams (Taylor's Version)" nằm trong phiên bản tái thu âm của 1989 với tựa đề 1989 (Taylor's Version), được phát hành vào ngày 27 tháng 10 năm 2023.

### Sản xuất và đón nhận
"Wildest Dreams (Taylor's Version)" là một bài hát synth-pop với quá trình sản xuất giống bản gốc. Swift sản xuất bài hát cùng Shellback với kỹ sư giọng hát đến từ Nashville Christopher Rowe. Trước đó, Rowe từng giúp nữ ca sĩ sản xuất album tái thu âm Fearless (Taylor's Version). Mặc dù Martin không trở lại với vai trò nhà sản xuất nhưng các nhạc sĩ vẫn là ban nhạc hỗ trợ cho Swift trong các buổi làm việc cho album 1989. Aroesti nhận xét rằng phiên bản tái thu âm gần giống với phiên bản gốc nhưng "đôi khi trầm hơn". Nhà phê bình Robin Murray của Clash cho rằng "Wildest Dreams (Taylor's Version)" chứa đựng "chuyển biến tinh tế trong phong cách", còn biên tập viên cấp cao Tom Breihan bên Stereogum thì nhận thấy bản nhạc "lặng thinh" hơn". Mary Siroky viết cho Consequence khen ngợi công đoạn sản xuất đã "hết sức cẩn thận trong việc nắm bắt được âm thanh của bản gốc, ngay đến đoạn riff trong đoạn điệp khúc thứ hai". Murray và Siroky đều tán tụng giọng hát của Swift đã có cải thiện.
Trong vòng 4 tiếng đồng hồ sau khi ra mắt, "Wildest Dreams (Taylor's Version)" nhận về hơn hai triệu lượt phát trên Spotify, vượt qua bản gốc với số lượt phát nhiều nhất trong một ngày. Ở Hoa Kỳ, ca khúc ra mắt ở vị trí thứ 37 trên Billboard Hot 100 vào tuần lễ ngày 23 tháng 9 năm 2021. Ở cả Ireland lẫn Anh Quốc, "Wildest Dreams (Taylor's Version)" đã vượt qua vị trí cao nhất của phiên bản gốc (15–39 và 25–40). Sau khi 1989 (Taylor's Version) ra mắt, "Wildest Dreams (Taylor's Version)" vươn tới hạng 19 trên Billboard Global 200 và vào lại bảng xếp hạng Hot 100 ở vị trí 19 vào ngày 11 tháng 11 năm 2023. Nhạc phẩm còn đặt chân đến top 10 ở Malaysia (10) và Singapore (5). "Wildest Dreams (Taylor's Version)" leo lên được top 40 ở Úc (14), Philippines (15), Canada (18), Hungary (29) và New Zealand (30). Bản nhạc được chứng nhận đĩa Bạch kim kép ở Úc, đĩa Vàng tại New Zealand, Hy Lạp và đĩa Bạch kim tại Anh Quốc.

### Đội ngũ sản xuất
Thông tin phần ghi công được lấy từ Tidal.
- Taylor Swift – giọng hát chính, sáng tác, sản xuất
- Christopher Rowe – sản xuất, kỹ thuật giọng hát
- Shellback – sáng tác, sản xuất
- Max Martin – sáng tác
- Mattias Bylund – kỹ thuật thu âm, chỉnh sửa, biên khúc bộ dây, đánh phím
- Max Bernstein – guitar, đánh phím, lập trình synthesizer
- Mike Meadows – đánh phím, lập trình synthesizer
- Dan Burns – lập trình synthesizer
- Matt Billingslea – đánh trống, đánh bộ gõ
- Amos Heller – bass
- Paul Sidoti – guitar
- Mattias Johansson – vĩ cầm
- David Bukovinszky – cello
- Serban Ghenea – trộn âm
- John Hanes – kỹ thuật
- Randy Merrill – hoàn chỉnh âm thanh

| Bảng xếp hạng (2021–2023)              | Vị trí cao nhất |
| -------------------------------------- | --------------- |
| Úc (ARIA)                              | 14              |
| Canada (Canadian Hot 100)              | 18              |
| Canada AC (Billboard)                  | 33              |
| Châu Âu Digital Song Sales (Billboard) | 10              |
| Pháp (SNEP)                            | 182             |
| Global 200 (Billboard)                 | 19              |
| Hy Lạp International (IFPI)            | 39              |
| Hungary (Single Top 40)                | 29              |
| Ireland (IRMA)                         | 15              |
| Lithuania (AGATA)                      | 88              |
| Malaysia (RIM)                         | 10              |
| Hà Lan (Single Top 100)                | 69              |
| New Zealand (Recorded Music NZ)        | 30              |
| Philippines (Billboard)                | 15              |
| Singapore (RIAS)                       | 5               |
| Nam Phi (RISA)                         | 63              |
| Thụy Điển (Sverigetopplistan)          | 95              |
| Anh Quốc (OCC)                         | 25              |
| Hoa Kỳ Billboard Hot 100               | 19              |
| Hoa Kỳ Adult Contemporary              | 23              |
| Việt Nam (Vietnam Hot 100)             | 80              |

| Quốc gia | Chứng nhận  | Số đơn vị/doanh số chứng nhận |
| --- | ----------- | ----------------------------- |
| Úc (ARIA)                                                                                                   | 2× Bạch kim | 140.000‡                      |
| Brasil (Pro-Música Brasil)                                                                                  | 2× Bạch kim | 80.000‡                       |
| Canada (Music Canada)                                                                                       | 2× Bạch kim | 160.000‡                      |
| New Zealand (RMNZ)                                                                                          | Vàng        | 15.000‡                       |
| Ba Lan (ZPAV)                                                                                               | Vàng        | 25.000‡                       |
| Anh Quốc (BPI)                                                                                              | Bạch kim    | 600.000‡                      |
| Streaming                                                                                                   |             |                               |
| Hy Lạp (IFPI Hy Lạp)                                                                                        | Vàng        | 1.000.000                     |
| ‡ Chứng nhận dựa theo doanh số tiêu thụ và phát trực tuyến. · Chứng nhận dựa theo doanh số phát trực tuyến. |             |                               |